# Chiesa di San Guglielmo (Strasburgo)

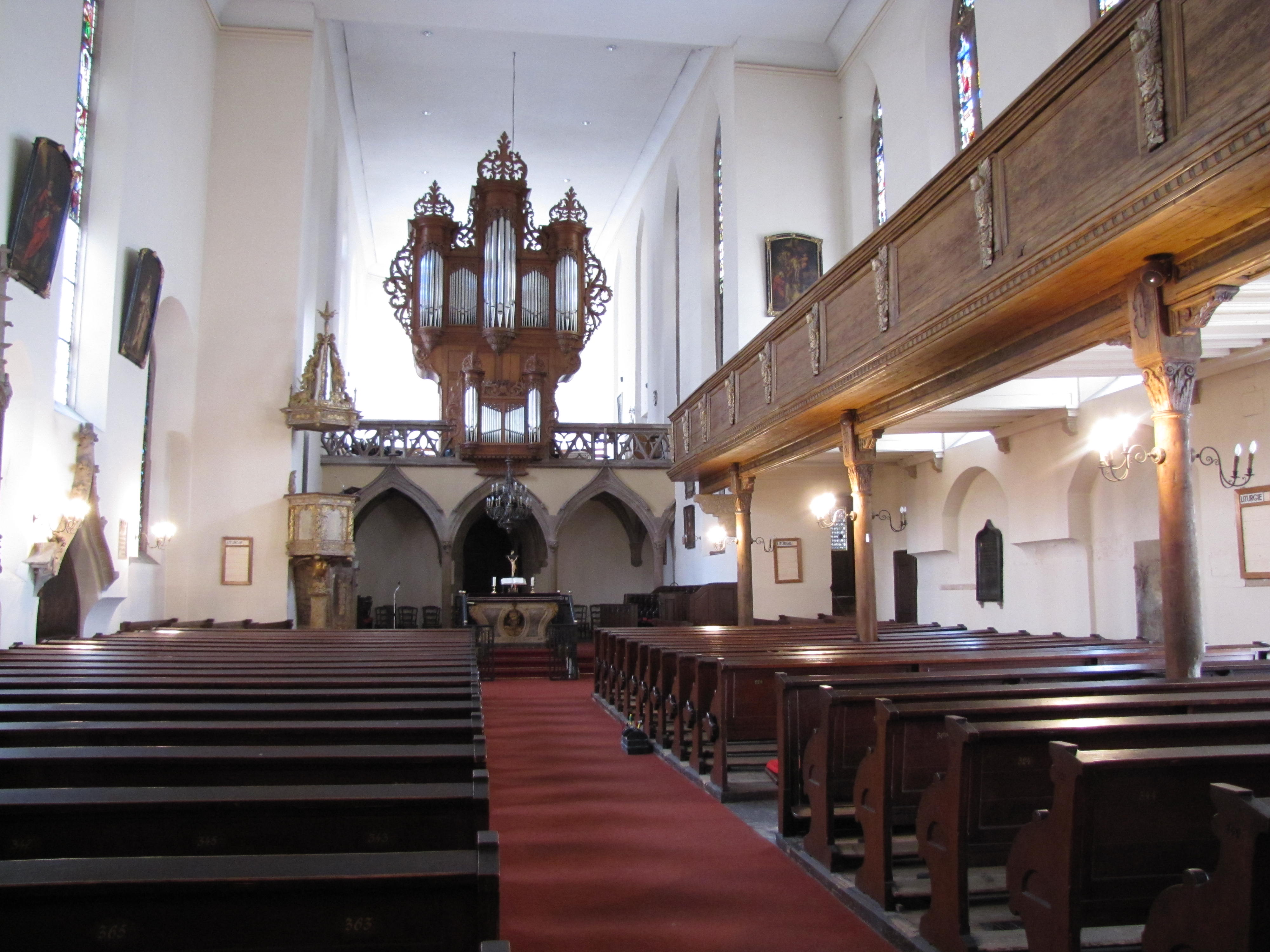
Interno

La chiesa di San Guglielmo (in francese: Église Saint-Guillaume; in tedesco: Wilhelmskirche), è una chiesa protestante del centro storico di Strasburgo, dedicata a san Guglielmo di Malavalle.
Si trova in rue Ernest Munch, sulle rive dell'Ill. È monumento storico di Francia dal 1985. Situata all'incrocio di quai des Bateliers e quais des Pêcheurs ma leggermente arretrata, è degna di nota per la sua posizione pittoresca sulla riva dell'Ill, ma anche per la sua ricca decorazione interna, che mescola il gotico e il barocco.
La buona acustica della chiesa le permette, già dalla fine del XIX secolo, di svolgere anche la funzione di auditorium per concerti di musica classica, e in particolare per l'esecuzione delle Passioni di Johann Sebastian Bach.

## Storia e descrizione
Costruita tra 1300 e 1307, era la chiesa di un convento di Guglielmiti, da cui deriva la sua intitolazione.
Il cavaliere Henri de Müllenheim, tornato indenne da una crociata, verso il 1298 decise di costruire un convento di frati mendicanti, i Guglielmiti appunto, nel quartiere allora paludoso e situato fuori dalle mura della città.  L'edificio allungato del tempio è l'unico vestigio che rimane di questo complesso.  Costruita tutto in mattoni e senza volte, la chiesa corrispondeva bene agli ideali di quell'ordine religioso, soprattutto per la costruzione a navata unica, così come per la semplicità della sua forma esteriore.  Coperta da un tetto a due spioventi, possiede una navata soffittata, prolungata da un coro poligonale profondo, illuminato da alte finestre, che rivela ancora oggi la sua funzione originale di luogo di riunione e di preghiera per i frati.  La chiesa, per la sua vicinanza al porto fluviale, fu scelta nel 1331 come parrocchia per la corporazione dei Battellieri, che era appena stata fondata.
Nei secoli XV e XVI furono installate delle pregevoli vetrate alle finestre della navata della chiesa.  Nel 1485 fu costruito uno jubé, tuttora in parte visibile.
Nel XVI secolo la città di Strasburgo scelse la Riforma protestante, e già nel 1524 i Battellieri reclamarono un predicatore evangelico.  Ciononostante, l'opposizione dei frati fu fortissima, e il primo culto riformato fu celebrato in questo tempio soltanto nel 1534.  Il convento chiuse le sue porte nel 1553 e fu trasformato in un collegio universitario, antenato di quella che sarebbe diventata l'Università di Strasburgo.  Qui insegnarono Martin Bucer e Giovanni Calvino. San Guglielmo divenne così una delle sette parrocchie luterane della città.
Già nel 1544 Gaspar Hedio aveva fondato in questo tempio il Collegium Wilhelmitanum, che si dedicava alla formazione dei futuri pastori.  In seguito, questa istituzione fu trasferita in quai Saint-Thomas e alla Facoltà di Teologia.
Nel 1667 venne costruito il campanile.  L'architetto riunì i tre frontoni della facciata principale (le finestre triangolari ancora oggi visibili in facciata segnano le punte dei tre frontoni) e iniziò la costruzione di una guglia.  Tuttavia, l'antico protiro, che seguiva il tracciato della strada, presentava una pianta trapezoidale: siccome la torre campanaria fu costruita come prolungamento verso l'alto di questo portico, la sua pianta è tuttora asimmetrica.  In cima al campanile spicca il tipico gallo, ma anche un'àncora, che richiama l'antica funzione di chiesa dei Battellieri.
Il coro della chiesa di San Guglielmo, fondato dall'organista Ernest Münch (1859-1928), si impegna nello studio e nell'esecuzione delle opere di Bach, soprattutto delle sue due Passioni.

## Organi a canne
Oltre ad un organo positivo a cassapanca del 2001 de Ernest Muhleisen (opus 214), nella chiesa si trova un organo a canne costruito dalla ditta Koenig nel 1987 in stile neobarocco (nello stile di Gottfried Silbermann), reimpiegando la cassa in rovere dello strumento precedente, opera di Andreas Bender; quest'ultimo era stato realizzato nel 1728 da Andreas Silbermann, e nel corso dei secoli era stato più volte modificato e alterato. L'organo attuale è a trasmissione integralmente meccanica e dispone di 30 registri; la sua consolle è a finestra e ha due tastiere e pedaliera.

## Galleria d'immagini

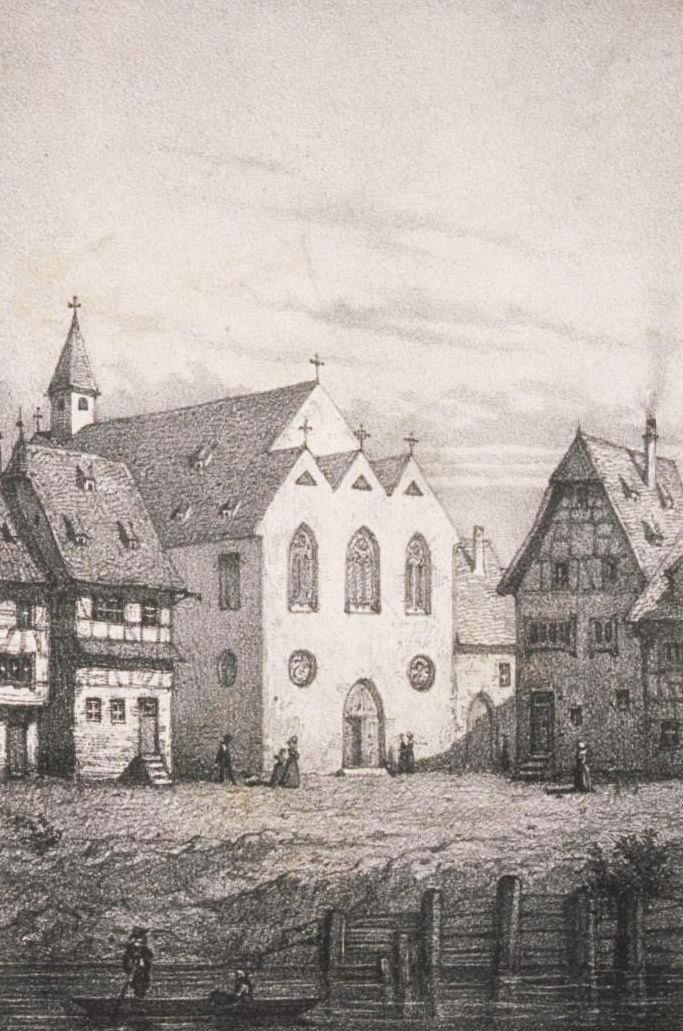
Esterno prima della costruzione del campanile
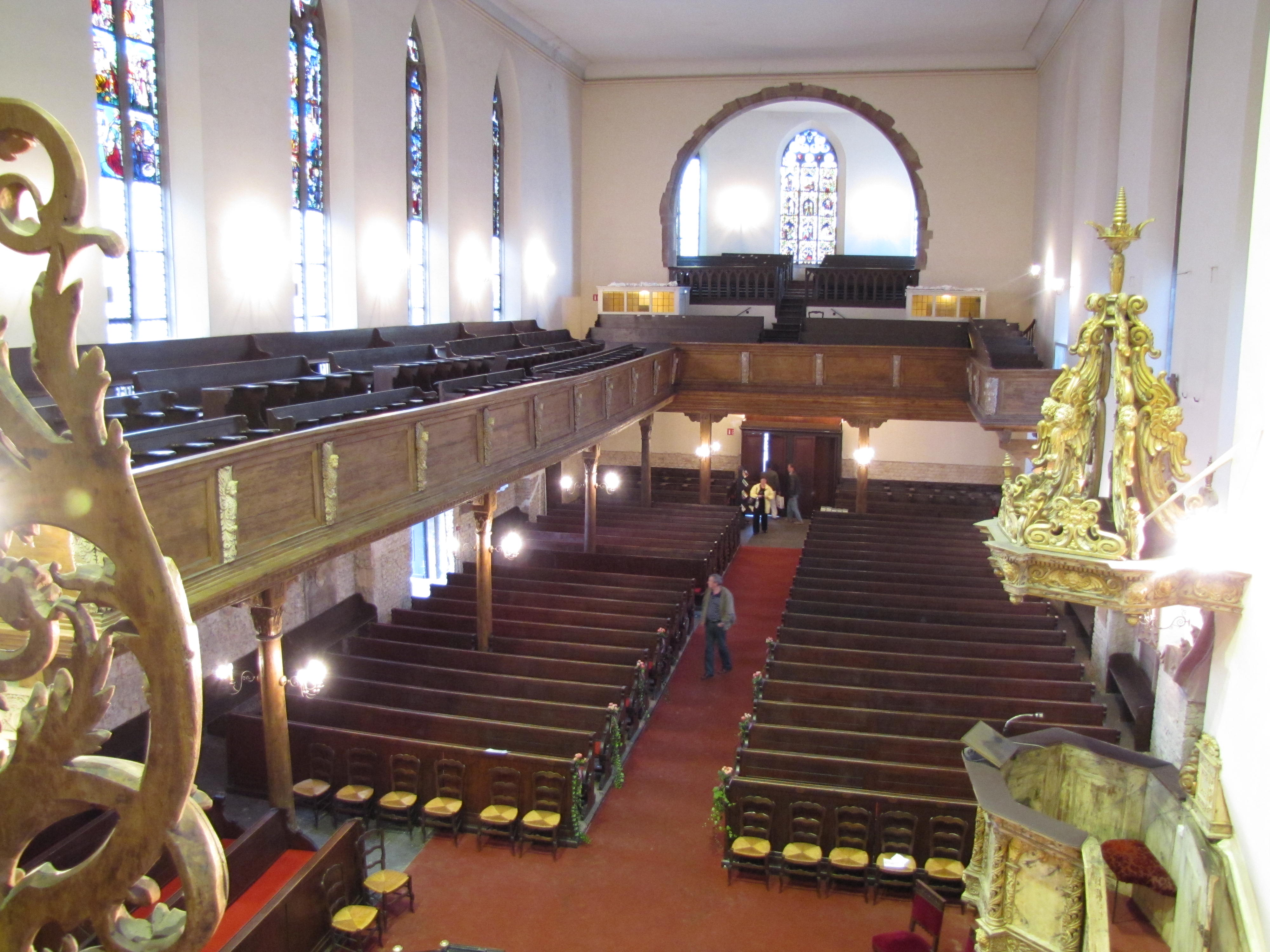
Interno verso la controfacciata
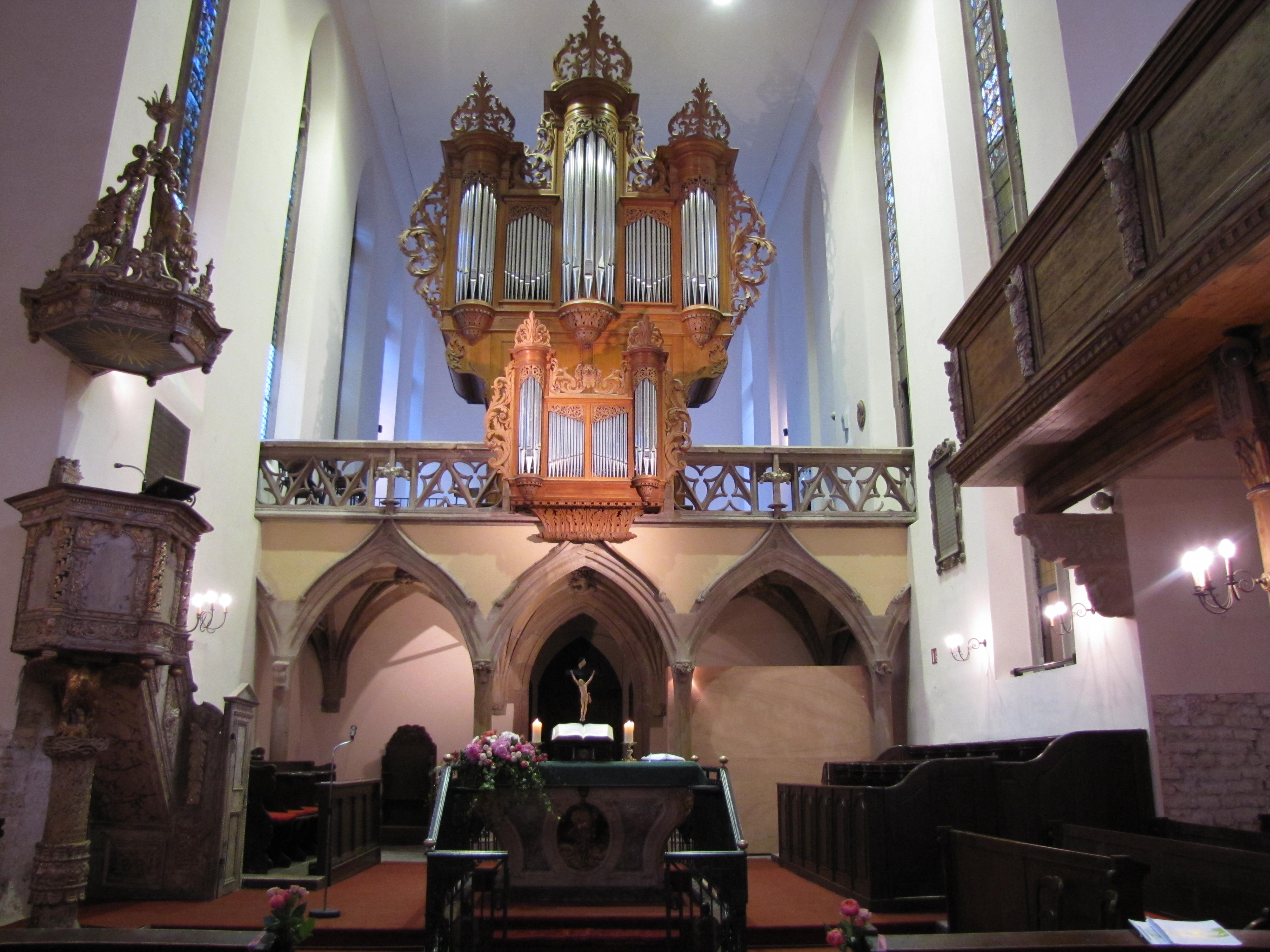
Jubé e organo maggiore
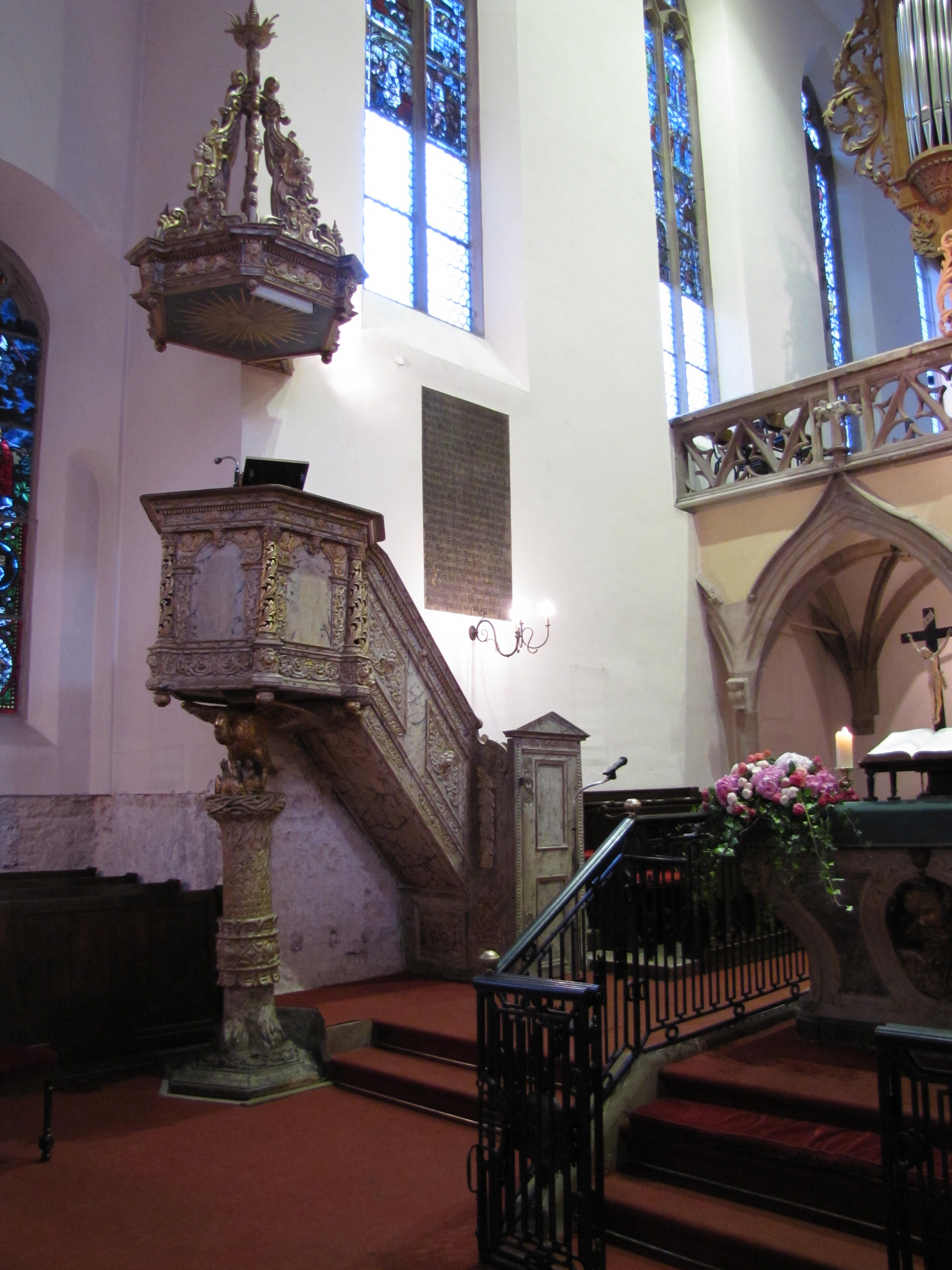
Pulpito
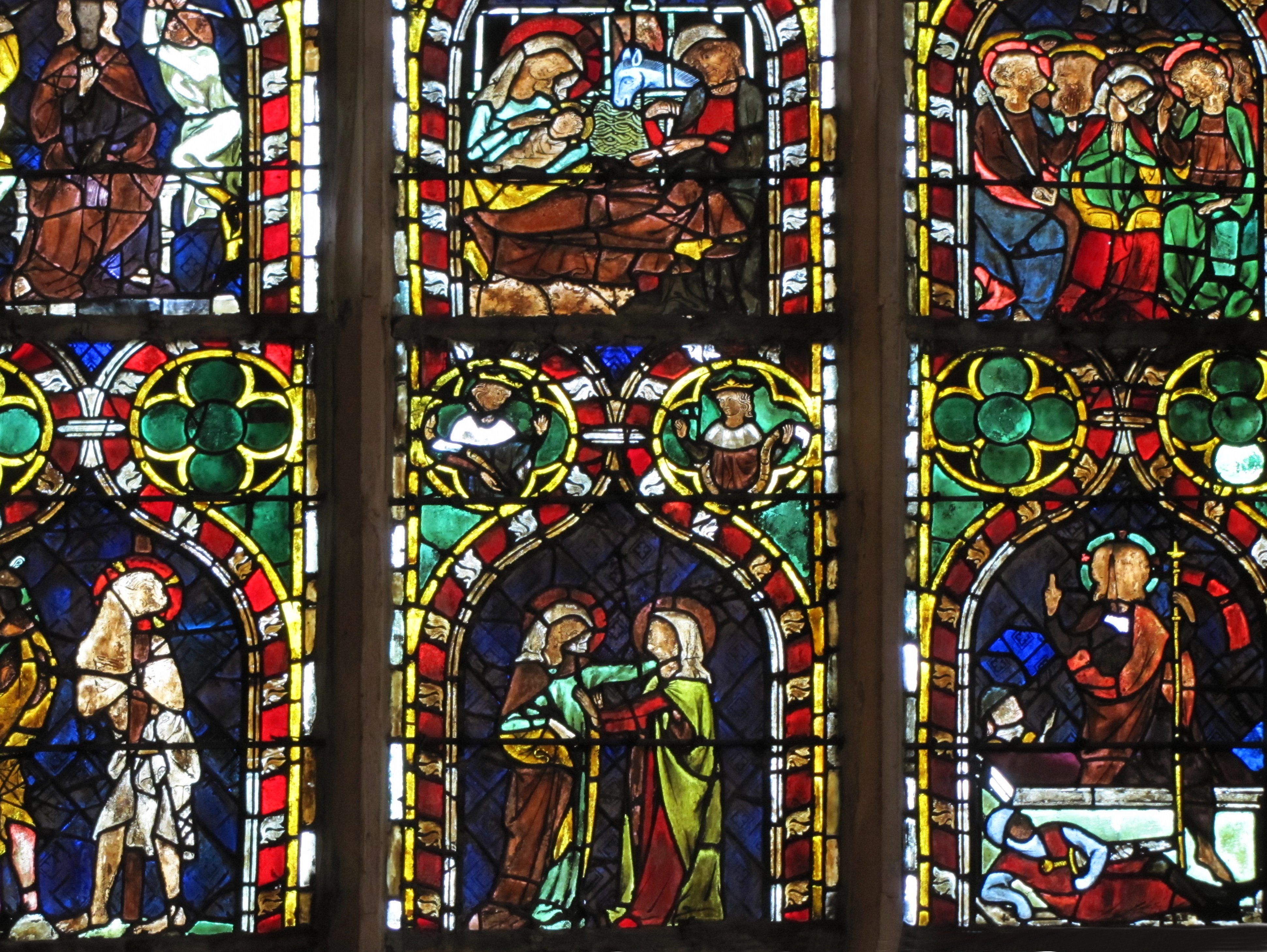
Vita di Cristo, vetrata del 1310 (restaurata nel 1872)
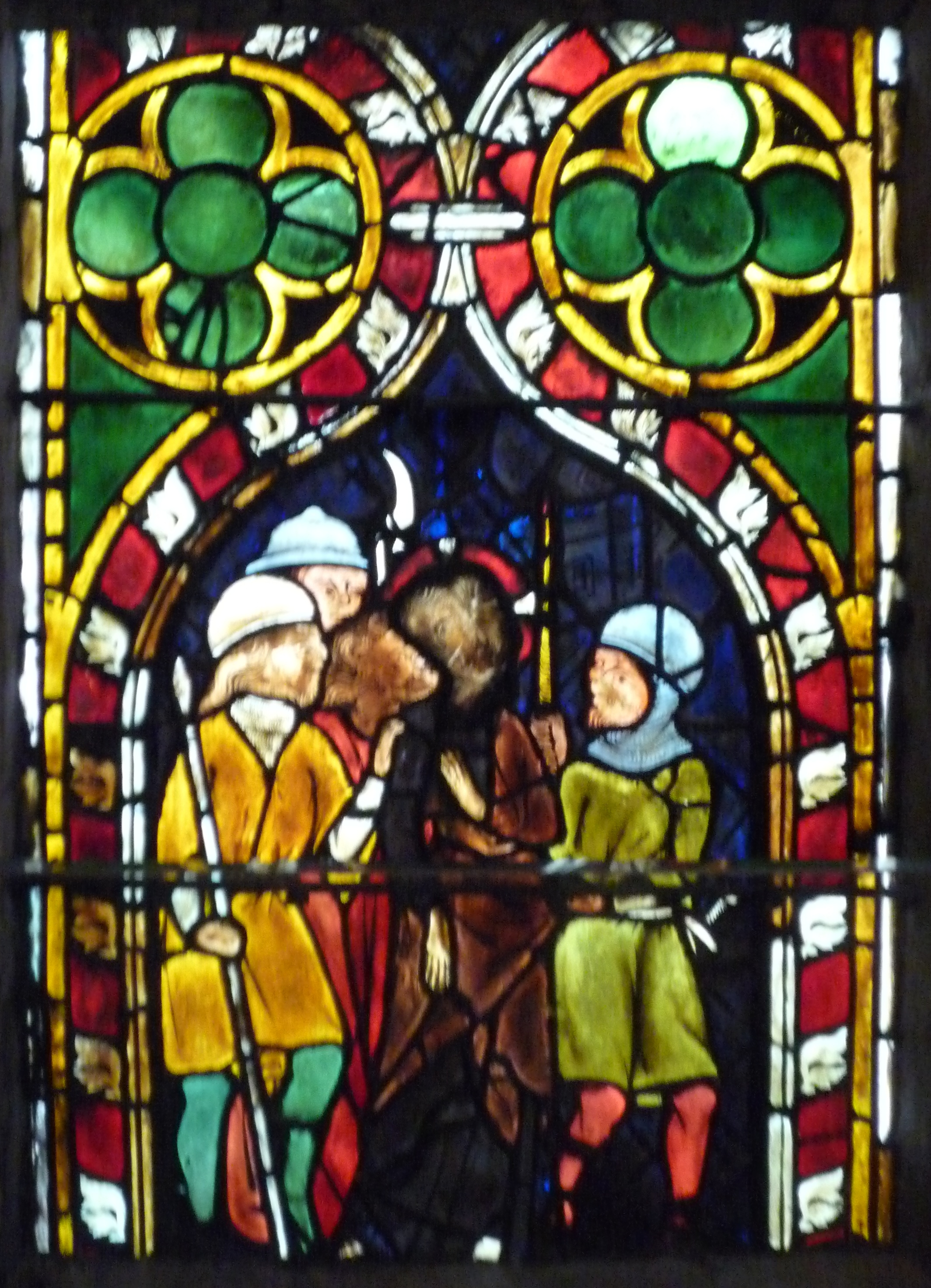
La cattura di Gesù, vetrata del 1310 (restaurata nel 1872)
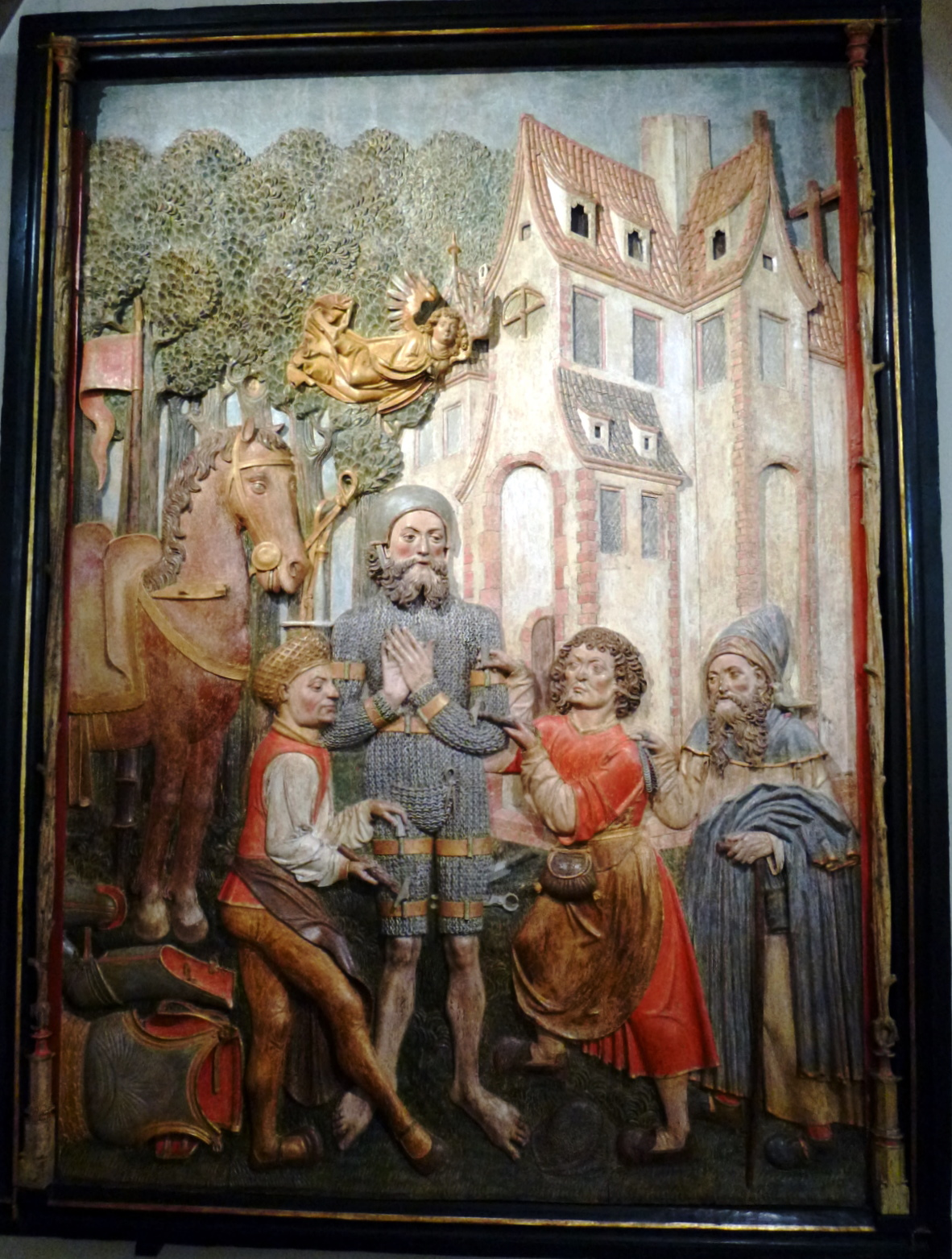
La conversione di san Guglielmo, altorilievo rinascimentale